# Charles Baugniet
Charles Baugniet (1814-1886) foi um pintor belga.